# Kinh tuyến 21 Tây
Kinh tuyết 21 Tây của kinh tuyến gốc là một đường kinh tuyến kéo dài từ Bắc Cực xuyên qua Bắc Băng Dương, Greenland, Iceland, Đại Tây Dương, Nam Đại Dương, và Châu Nam Cực đến Nam Cực.
Kinh tuyết 21 Tây hình thành một đường tròn lớn với kinh tuyến 159 Đông.

## Từ Bắc Cực đến Nam cực
Bắt đầu từ Bắc Cực và thẳng xuống Nam Cực, kinh tuyết 21 Tây xuyên qua:
| Tọa độ                         | Quốc gia, lãnh thổ hay biển | Ghi chú                                                                        |
| ------------------------------ | --------------------------- | ------------------------------------------------------------------------------ |
| 90°0′B 21°0′T / 90°B 21°T      | Bắc Băng Dương              |                                                                                |
| 81°13′B 21°0′T / 81,217°B 21°T | Greenland                   |                                                                                |
| 78°28′B 21°0′T / 78,467°B 21°T | Jokel Bay                   |                                                                                |
| 77°56′B 21°0′T / 77,933°B 21°T | Greenland                   |                                                                                |
| 73°27′B 21°0′T / 73,45°B 21°T  | Đại Tây Dương               | Biển Greenland                                                                 |
| 65°23′B 21°0′T / 65,383°B 21°T | Iceland                     |                                                                                |
| 63°49′B 21°0′T / 63,817°B 21°T | Đại Tây Dương               |                                                                                |
| 60°0′N 21°0′T / 60°N 21°T      | Nam Đại Dương               |                                                                                |
| 73°57′N 21°0′T / 73,95°N 21°T  | Châu Nam Cực                | Lãnh thổ châu Nam Cực thuộc Anh, Lãnh thổ được tuyên bố ở Nam Cực bởi Anh Quốc |